# Мар’євка (Арзамаський район)
Мар’євка (рос. Марьевка) — присілок в Арзамаському районі Нижньогородської області Російської Федерації.
Населення становить 283 особи. Входить до складу муніципального утворення Абрамовська сільрада.

## Історія
Від 2009 року входить до складу муніципального утворення Абрамовська сільрада.

## Населення
| 1999 | 2002 | 2010 |
| ---- | ---- | ---- |
| 336  | ↘255 | ↗283 |